# Ridolini fra i cinesi
Ridolini fra i cinesi (The Fly Cop) è un cortometraggio muto del 1920 diretto da Mort Peebles, Larry Semon e Norman Taurog.

## Produzione
Il film fu prodotto dalla Vitagraph Company of America (come Big V Comedies).

## Distribuzione
Distribuito dalla Vitagraph Company of America, il film - un cortometraggio in due bobine - uscì nelle sale cinematografiche USA il 29 marzo 1920.
Il cortometraggio è stato inserito in un'antologia dedicata a Larry Semon della Looser Than Loose Publishing dal titolo Larry Semon, An Underrated Genius, Volumes 1 and 2 (1917-1927) uscita in DVD e distribuita negli statunitensi nell'agosto 2006.